# رابطة الدول العربية الأوروبية
رابطة الدول العربية الأوروبية ( الهولندية: Arabisch-Europese Liga ، AEL) هي حركة / منظمة عرقية عربية  في بلجيكا وهولندا. 

## مؤسسة
تأسست بقيادة دياب أبو جهجاه، وهو مسلم شيعي من أصل لبناني يعيش في بلجيكا والذي هاجر من لبنان في عام 1991 لبدء الدراسات الجامعية في بلجيكا.  في تموز (يوليو) 2006 ، عاد أبو جهجاه إلى لبنان بزعم انضمامه إلى معركة حرب لبنان 2006 على جانب حزب الله ضد إسرائيل. [بحاجة لمصدر]

## روابط خارجية
- الموقع الرسمي
- القتل يحث على أعمال الشغب التي قام بها خالد دياب
- الفخر العربي في شوارع أنتويرب بقلـم خالد دياب
- الفهود العرب والأسود الفلمنكية بقلـم خالد دياب
- newhumanist.org.uk